# Bibis (Tandes)
Bibis is een bestuurslaag in het regentschap Soerabaja van de provincie Oost-Java, Indonesië. Bibis telt 4667 inwoners (volkstelling 2010).